# 進化果實～不知不覺踏上勝利的人生～
《進化果實～不知不覺踏上勝利的人生～》是美紅所著的日本輕小說，由U35擔綱插畫，2014年9月起經怪物文庫出版，共15卷。
改編漫畫於2017年9月26日開始連載。電視動畫第1季於2021年10月4日至12月20日播映，第2季《真·進化果實～不知不覺踏上勝利的人生～》於2023年1月13日首播。

## 角色介紹

### 主要角色
柊誠一（聲：下野紘）
本作男主角。高中生。原本身形又胖又醜，還有強烈體臭。被自稱是神的家伙送到一個劍與魔法的奇幻世界，只有他被送到充满魔物的危险森林。在濒临饿死之际偶然吃下【進化之實】後變得又瘦又帥，自此成為人生勝利組。進化成人類（？）後能力愈來愈誇張，逆袭成坐拥神级技能的龙傲天，狀態列無法顯示變成亂碼，最後甚至狀態列留下告別信離家出走。
莎莉婭（聲：花澤香菜〔進化後〕、稻田徹〔進化前〕）
本作女主角之一。雌性大猩猩。職業為「拳鬥士」。非常喜歡誠一。遇見誠一時，她已經將進化果實吃到了極限，最終進化變成了一個紅長髮的美少女。即使在這種狀態下，高水平的戰鬥力依然存在，可以隨意切換到原來的大猩猩形態。極度支持誠一一夫多妻，認為誠一的魅力不能被自己一個人獨佔，當她得知阿爾托莉亞也愛上了誠一，萌生了讓誠一娶她自己和阿爾托莉亞為妻的想法。
阿爾托莉亞·格雷姆（聲：井上麻里奈）
本作女主角之一。A級冒險者，誠一和莎莉婭的公會監考官，她也是公會中唯一的正常人。皮膚偏黑，波大樣靚。天生不幸體質，運氣負兩百萬，人稱「災厄」，在戰鬥中使用雙手大斧，可以將攻擊力提高四倍。由於不願在讓更多人被自己的不幸牽連，因此平時執行任務單獨行動。後來誠一在阿爾托莉亞的左手無名指戴上能把負運轉正運還能翻倍的戒指（負兩百萬變正四百萬），意識到自己喜歡上誠一。
露璐妮（聲：西本梨美）
本作女主角之一。雌性驢子，胃口很大，透過進化果實由驢子進化為人類的外貌，擁有無雙的踢技。喜歡誠一並稱呼為「主人」。
淚葉絲·巴爾潔（聲：日笠陽子）
本作女主角之一。溫布爾股王國騎士團“劍聖女武神”的團長。擁有“劍騎士”的稱號。向誠一挑戰，敗北後並開始尊誠一為師父。
歐莉嘉·卡玫麗亞（聲：久保百合花）
本作女主角之一。貓獸人少女，原本是凱塞爾帝國的奴隸，受皇帝的命令被派去暗殺溫布爾股国王，暗殺失敗後被誠一取下奴隸的項圈，之後和誠一一起行動，視誠一為重要的家人並稱呼為「哥哥」。
神無月華蓮（聲：南條愛乃）
本作女主角之一。學生會會長，柊誠一的青梅竹馬。嗅覺非常敏銳，能透過氣味來辨識誠一。對誠一的感情很沉重，佔有慾強，容易忌妒。遇上進化後的誠一後性格愈來愈像跟蹤狂。
世渡愛梨（聲：花守由美里）
本作女主角之一。與神無月一起被傳送到魔法學院的日本學生，辣妹形象，對誠一有好感。

### 溫布爾股王国

#### 王族
蘭塞·伏多·溫布爾股（聲：咲野俊介）
溫布爾股国王。主張與魔族結盟，對魔族和獸人沒有偏見。夢想是在世界開設公共澡堂，創造一個不管是人類或是魔族等都能共同沐浴的世界。起初在阿克利恩亭咖啡店和誠一見面，但由於是便衣活動，因此當時誠一還不知道他的國王身分，直到刺客事件後才知道他的身分。在得知誠一送阿爾托莉亞戒指時，告訴誠一這是結婚的象徵，並支持他向對方告白。曾因刺客的襲擊，而陷入悠久沈睡的詛咒，後因誠一的能力使其詛咒悠久沈睡反轉為永久健康，也因此得以甦醒。

#### 冒險者公會
加斯魯·庫魯托（聲：稻田徹）
誠一和莎莉婭在城市申請加入公會的公會會長。渾身肌肉的綠髮男子，被誠一評價為精神異常的肌肉猛男。
愛麗絲·馬克雷奴（聲：西尾夕香）
公會的接待員。金髮碧眼綁著雙螺旋髮型的少女，擁有SM的癖好。

#### 騎士團【劍聖女武神】
克勞迪亞·雅斯泰里歐（聲：西田望見）
隸屬於溫布爾股王國騎士團“劍聖女武神”的女劍士。有著藍色短頭髮的女人，擔心淚葉絲過於強大而孤立無援，很感謝誠一在模擬戰中打敗了淚葉絲。
羅娜·基薩斯（聲：青木志貴）
隸屬於溫布爾股王國騎士團“劍聖女武神”的女劍士。同時擔任王都杯的主持人，喜歡惡作劇。

#### 魔法師團
弗洛里歐·巴爾潔（聲：内田修一）
淚葉絲的哥哥，溫布爾股王國魔法師團的團長。

#### 貴族
科雷·貝爾佳（聲：太田悠介）
貴族貝爾佳公爵的長子，其作品偏向於抽象畫為主。
萊昂·貝爾佳（聲：前田弘喜）
科雷的祖父，同樣也是貴族畫家。
阿朵利亞那夫人（聲：森奈奈子）
住在“上層區”的伯爵夫人。她有一隻名叫“牛奶”的雪狼（據本人說是狗），與阿爾托莉亞很熟，有時會諮詢愛情。

#### 其他角色
諾德（聲：中博史）
阿克利恩亭咖啡店的老闆。他是蘭塞國王的老熟人。
梅·切麗（聲：長繩麻理亞）
受到誠一激勵與科雷參加繪畫比賽的獸耳少女，作品“英雄”是以誠一為主角的畫作並得到優勝。
庫羅德・修萊薩（聲：中村和正）
很貼心的王都守門人。在誠一要入境溫布爾股王國時，曾多次勸誠一不要前往公會。

### 凱塞爾帝國

#### 皇族
謝爾多・沃魯・凱薩爾王／謝爾多・沃魯・凱賽爾王（聲：落合浩司）
凱塞爾帝國國王。屬於人類至上主義者，痛恨惡魔。泰奧博爾特和布魯德的父王。

#### 騎士團
紮齊亞・基爾福多（聲：三宅健太）
凱塞爾帝國騎士團的司令官。
奧爾菲・阿爾蒙德（聲：山下誠一郎）
凱塞爾帝國騎士團的副司令官。

#### 勇者
青山廣樹（聲：赤坂柾之）
足球部的王牌兼隊長，受到周圍人的歡迎。進入魔法學院後濫用勇者地位，卻被強大的怪物踐踏後失去自信。
大木（聲：真野拓實）
青山的朋友。和青山一樣濫用勇者地位，看不起其他同學，被強大的怪物踐踏後失去自信。
如月正也（聲：柴崎哲志）
活躍於世界各地的偶像團體的隊長。前足球俱樂部隊長。與他的人氣相反，他看不起人，而且關於他與女人的傳聞層出不窮。濫用勇者地位製造麻煩。
東郷蓮人（聲：森嶋秀太）
世界上最受歡迎的偶像團體成員之一。乍看就像一個主持人。言行舉止都矯揉造作，和如月一樣，關於他與女性的傳聞也層出不窮。
高宮翔太（聲：橘龍丸）
誠一的青梅竹馬之一。劍道部的帥氣成員。
高宮美羽（聲：美波和嘉菜）
翔太的妹妹，仰慕誠一。
荒木賢治（聲：長井新）
誠一的青梅竹馬之一，與翔太的關係不佳。平時是個英俊的男人，有著天生的開朗和友善的微笑，但當他生氣時比大多數人都可怕。因為是拳擊手，所以對自己的體力很有自信，身高185公分。
大山剛（聲：笠間淳）
世界上最受歡迎的偶像團體成員之一。前拳擊俱樂部成員，體格很好。性格粗暴又粗俗，讓人很難相信他是偶像，而且和如月一樣，關於他與女性的傳聞層出不窮。

### 魔王國
露蒂亞·比尤特（聲：德井青空）
魔王之女。雖然父親魔王被人類封印，但並不憎恨人類，努力與人類建立友好關係。自從得知魔神教團有所動作後決定與溫布爾股王國合作，共同對抗魔神教團。
黑龍神（聲：內田夕夜）
誠一與莎莉婭面對的BOSS角色。名副其實的黑龍，【黑龍神的迷宮】的盤踞者。性格乖戾、多疑，對人類並不信任。被由於轉移魔法而誤入迷宮的阿爾托莉亞襲擊，並讓她陷入濒死狀態，危急時刻誠一趕來將黑龍神正面擊敗。後來靈魂被魔族軍第三部隊隊長蕾亞・法爾賽召喚，告訴對方自己被誠一堂堂正正的擊倒了，已經死而無憾了，並且告訴對方無須為自己報仇。
蕾亞·法爾賽（聲：森永千才）
魔族軍第三部隊隊長。
貝魯・吉賽魯（聲：村井雄治）
魔族軍第三部隊蕾亞直屬部隊“犧牲者”的團長。
泰利・荷木托（聲：野坂尚也）、波斯可・丹（聲：笠間淳）
兩人是貝魯的追隨者，也是蕾亞的直屬部下。
賽洛斯·阿爾巴納（聲：長野伸二）
魔族軍第一部隊隊長。
佐爾亞·瓦爾托雷（聲：柳田淳一）
魔族軍第二部隊隊長。
利亞勒塔·巴爾海姆（聲：前田玲奈）
魔族軍第四部隊隊長。
烏魯斯·巴繆（聲：蓮岳大）
魔族軍第五部隊隊長。
傑德·雷本（聲：川島零士）
魔族軍懲罰部隊隊長。

### 魔法學院
巴納巴思·艾布利特（聲：岩崎博）
魔法學院院長，有“魔法聖者”之稱。
貝艾特麗思・羅格（穀）娜（聲：Lynn）
F班的副班導。在誠一來之前她是班主任。是一位心地善良的女老師，時刻關心著F班的學生們。
阿格諾斯・帕西昂／阿古諾斯・帕雄（聲：白石稔）
F班的學生，誠一指導的學生之一，帶有飛機頭的少年，以球棒為武器。性格單純，身體能力很高，無論遇到什麼事都會熱情解決。誠一發動解除「狀態異常」的魔法後，阿古諾斯可以使用火屬性魔法。
布魯德・雷夫・凱塞爾／布林多・雷福・凱賽爾（聲：深町壽成）
F班的學生，誠一指導的學生之一，凱塞爾帝國第二皇子，泰奧博爾特的同父異母的弟弟。帥氣的少年，散發著優雅的氣息。性格誠實認真，與同班同學阿格諾斯不和。雖然是皇室出身，但他和父親及哥哥不同，對待他人不分貴賤且一視同仁，由於一半平民出身，因此在國內不被看好，甚至還被視為皇族恥。劍術相當高超，所使用的武器是西洋劍。頭腦聰明，學習成績優異。但對被稱為天才的哥哥有自卑感。誠一發動解除「狀態異常」的魔法後，布林多可以使用水屬性魔法。
貝阿德・魯特拉／貝亞多・魯特拉（聲：稻田徹）
F班的學生，誠一指導的學生之一，戴著熊布偶頭套、沉默寡言、肌肉發達的少年，以指虎為武器。總是用寫生簿進行書面交流，擁有與體質相匹配的力量，有出色的運動神經，擅長近身格鬥。與他獨特的外表相反，學習成績極其優秀。性格沉穩可靠。誠一發動解除「狀態異常」的魔法後，貝亞多可以使用土屬性魔法。
海倫・羅莎／艾蓮・羅莎（聲：田邊留依）
F班的美少女學生，誠一指導的學生之一。意志堅強無比，對誠一的力量表現出興趣。以兩把匕首為武器。戰鬥力出眾，堪稱全校頂尖級人物之一。誠一發動解除「狀態異常」的魔法後，艾蓮可以使用火屬性魔法。
泰奧博爾特・泰拉・凱塞爾／泰歐博魯特・忒拉・凱賽爾（聲：石毛翔彌）
S班的學生，凱塞爾帝國第一皇子，布魯德的哥哥，被世人譽為天才，但是性格卑劣，自尊心強。

### 魔神教團
克萊爾（聲：若林倫香）

克萊斯（聲：杉山紀彰）
魔王親信，實際上和魔神教團有所勾結。曾試圖勸說魔王露蒂亞，打算透過魔族與人類的仇恨攻打人類，卻反遭到壓下來，因而親自召喚魔物進攻溫布爾股王國，最終因誠一消滅所有魔物而失敗告終。後在安格蕾婭的提議下決定向魔法學院下手。
赫利・奧洛班（聲：宮本誉之）
和謝爾多國王一樣，被視為人類至上主義者，但實際上屬於魔神教團。
金佩爾（聲：福山潤）
魔神教團的四天王之一，原本是某個國家的貴族，野心勃勃，戰鬥力很強，他的語氣和風度生硬粗暴，完全不像貴族，但內心深處隱藏著孤獨和陰影。後決定退出魔神教團後慘遭殺害。
烏蒂斯（聲：小野大輔）
魔神教團的四天王之一，“無所不在”的神的代言人。在個性剛烈、缺乏凝聚力的四大天王中，他扮演著邪教管家的角色。
德米歐洛斯／德米歐羅斯（聲：澤城千春）
魔教的使徒之一，關於他的能力還有很多未知數。有虐待狂的性格，喜歡別人的不幸。
安格蕾婭／安格麗亞（聲：小清水亞美）
原認為自己是魔教的使徒之一，但只有得到魔神一部分的力量被賦予紋章之人才是真正的使徒，她有“謀殺公主／殺人姬”的綽號。可以在不弄髒手的情況下殺死敵人。
戴斯特拉（聲：澤城美雪）
魔神教團的四天王之一，魔鬼崇拜和上帝“死亡”的代言人，與他天真爛漫的外表相反，他的實力和心狠手辣都是四大天王中的佼佼者，最後選擇使用自己的能力給予自己死亡自殺。
維托爾（聲：杉田智和）
魔神教團的四天王之一，惡魔教派和上帝“共鳴”的代言人，總想要刺激，以打架、踐踏強者為滿足的變態君子，與加斯魯的決鬥中敗北後，被烏蒂斯的能力殺害。

### 其他角色
羊先生（聲：新井里美）
誠一的嚮導。雖說是嚮導，但總是不務正業。
暗黑貴族賽亞諾斯（聲：日野聰）
誠一與莎莉婭面對的第一位BOSS角色。外表為身著高貴服裝的骷髏，各項指數和能力均為高等級。被誠一與莎莉婭的愛情所打動，最終被食用【進化之實】的誠一擊敗。
神（聲：關俊彥）
將全校同學傳送到奇幻世界的始作俑者。

## 出版書籍

### 輕小說
| 卷數 | 雙葉社         | 雙葉社                 | 東立出版社    | 東立出版社             |
| 卷數 | 發售日期       | ISBN                   | 發售日期      | ISBN                   |
| ---- | -------------- | ---------------------- | ------------- | ---------------------- |
| 1    | 2014年9月30日  | ISBN 978-4-575-75006-5 | 2015年6月8日  | ISBN 978-986-431-560-4 |
| 2    | 2015年1月30日  | ISBN 978-4-575-75022-5 | 2016年3月31日 | ISBN 978-986-470-149-0 |
| 3    | 2015年6月30日  | ISBN 978-4-575-75047-8 | 2016年7月12日 | ISBN 978-986-470-571-9 |
| 4    | 2016年1月30日  | ISBN 978-4-575-75072-0 | 2017年1月5日  | ISBN 978-986-482-603-2 |
| 5    | 2016年8月30日  | ISBN 978-4-575-75103-1 | 2017年9月27日 | ISBN 978-986-486-751-6 |
| 6    | 2017年5月30日  | ISBN 978-4-575-75140-6 | 2019年8月16日 | ISBN 978-957-261-330-6 |
| 7    | 2017年12月28日 | ISBN 978-4-575-75180-2 | 2020年8月17日 | ISBN 978-957-265-541-2 |
| 8    | 2018年9月29日  | ISBN 978-4-575-75222-9 | 2021年7月12日 | ISBN 978-957-266-508-4 |
| 9    | 2019年4月30日  | ISBN 978-4-575-75242-7 |               |                        |
| 10   | 2019年12月28日 | ISBN 978-4-575-75259-5 |               |                        |
| 11   | 2020年7月30日  | ISBN 978-4-575-75272-4 |               |                        |
| 12   | 2021年2月27日  | ISBN 978-4-575-75284-7 |               |                        |
| 13   | 2021年9月30日  | ISBN 978-4-575-75297-7 |               |                        |
| 14   | 2022年3月30日  | ISBN 978-4-575-75304-2 |               |                        |
| 15   | 2022年12月28日 | ISBN 978-4-575-75318-9 |               |                        |

### 漫畫
| 卷數 | 雙葉社         | 雙葉社                 |
| 卷數 | 發售日期       | ISBN                   |
| ---- | -------------- | ---------------------- |
| 1    | 2018年2月28日  | ISBN 978-4-575-41021-1 |
| 2    | 2018年10月31日 | ISBN 978-4-575-41034-1 |
| 3    | 2019年8月30日  | ISBN 978-4-575-41066-2 |
| 4    | 2020年1月30日  | ISBN 978-4-575-41097-6 |
| 5    | 2020年7月30日  | ISBN 978-4-575-41140-9 |
| 6    | 2021年1月30日  | ISBN 978-4-575-41202-4 |
| 7    | 2021年9月30日  | ISBN 978-4-575-41302-1 |
| 8    | 2022年9月15日  | ISBN 978-4-575-41418-9 |
| 9    | 2023年3月15日  | ISBN 978-4-575-41611-4 |
| 10   | 2023年10月30日 | ISBN 978-4-575-41734-0 |

## 電視動畫
2021年1月28日，宣佈獲改編為電視動畫。2022年4月1日，宣佈推出第2季。

### 製作人員
|            | 第1季                                     | 第2季                      |
| ---------- | ----------------------------------------- | -------------------------- |
| 原作       | 美紅                                      | 美紅                       |
| 角色原案   | U35                                       | U35                        |
| 監督       | 奧村吉昭                                  | 奧村吉昭                   |
| 系列構成   | 市川十億衛門                              | 市川十億衛門               |
| 角色設計   | 荏田南                                    | 美月いろは、林信秀         |
| 美術監督   | 李書九                                    | 原部干大                   |
| 色彩設計   | 日比智惠子                                | 日比智惠子                 |
| 攝影監督   | 今泉秀樹                                  | 今泉秀樹                   |
| 編輯       | 茶圓一郎                                  | 岡祐司                     |
| 音響監督   | 田中亮                                    | 村松久進                   |
| 音響製作   | グロービジョン                            | グロービジョン             |
| 動畫製作   | HOTLINE                                   | HOTLINE                    |
| 製作工作室 | feel. Children's Playground Entertainment | -                          |
| 製作       | 「進化果實」製作委員會                    | 「真・進化果實」製作委員會 |

### 主題曲
第一季
片頭曲「EVOLUTiON：」
主唱：南條愛乃，作詞：yozuca*，作曲、編曲：黑須克彥
片尾曲「Moonlight Walk」
主唱：Poppin'Party，作詞：中村航，作曲、編曲：日高勇輝(Elements Garden)
第二季
片頭曲「Evolution」
主唱：ナノ，作詞：ナノ，作曲、編曲：齋藤優輝
片尾曲「Adore me」
主唱：山崎惠理，作詞、作曲：シン・マナヒロ，編曲：佐久間薰

### 各話列表
| 話數   | 日文標題 | 中文標題                   | 劇本         | 分鏡                   | 演出              | 作畫監督 | 總作畫監督             | 首播日期       |
| 第一季 | 第一季   | 第一季                     | 第一季       | 第一季                 | 第一季            | 第一季 | 第一季                 | 第一季         |
| ------ | -------- | -------------------------- | ------------ | ---------------------- | ----------------- | --- | ---------------------- | -------------- |
| 第01話 |          | 不知不覺的異世界人生       | 市川十億衛門 | 奥村吉昭               | 奥村吉昭          | 金元會、金正男 | 韓承熙                 | 2021年 10月4日 |
| 第02話 |          | 最終進化！裸體美女         | 市川十億衛門 | 奥村吉昭               | 藤原和和          | 金元會、金正男、UEC | 韓承熙                 | 10月11日       |
| 第03話 |          | 災厄的阿爾托莉亞           | 佐藤慎司     | 淺見隆司               | 淺見隆司          | 黃鳯、明光 | 韓承熙                 | 10月18日       |
| 第04話 |          | 黑龍神的迷宮               | 望月清一郎   | 影道                   | 遠藤良柄          | Lee Seong Hee、Kang Dong Ha Jeon Jong min                                                                                 | 韓承熙                 | 10月25日       |
| 第05話 |          | 災厄新娘                   | 市川十億衛門 | 小林一三               | 栗山美秀          | Kim Da Hee、Park Ji Hyun                                                                                                  | 韓承熙                 | 11月1日        |
| 第06話 |          | 在異世界中心呼喚愛         | 望月清一郎   | 淺見隆司               | 淺見隆司          | Kim San、Mun Hee | 韓承熙                 | 11月8日        |
| 第07話 |          | 露璐妮登場！               | 佐藤慎司     |                        |                   | Kang Dong Ha、Lee Seong Hee Jeon Jong min                                                                                 | 不適用                 | 11月15日       |
| 第08話 |          | 劍聖女武神的美女           | 望月清一郎   | 小林一三               | 前園文夫          | | 韓承熙                 | 11月22日       |
| 第09話 |          | 黑貓歐利嘉                 | 佐藤慎司     | 小林一三               | 金元會            | 慧敏、毛應星、黄鳳、明光 龍光、孫偉                                                                                       | 韓承熙                 | 11月29日       |
| 第10話 |          | 暗中逼近的凱賽爾帝國       | 望月清一郎   | 小林一三               | 佐佐木純人        | Kim S、Won E S、Cho W H Kim J W、UEC Co., Ltd.                                                                            | 韓承熙                 | 12月6日        |
| 第11話 |          | 魔物對決最強公會           | 佐藤慎司     | 奥村よしあき           | 奥村よしあき      | 都竹隆治、福江光惠、飯飼一幸、武志鵬                                                                                      | 韓承熙                 | 12月13日       |
| 第12話 |          | 不知不覺迎來大結局！       | 市川十億衛門 | 小林一三               | 金元会            | Lee Byeongseok、Kang Dongha In Taesun、Kim San Lee Seong Hee、Choi Kyung Seok Kim Jung Woo、Kim Jong Heon                 | 韓承熙                 | 12月21日       |
| 第二季 |          |                            |              |                        |                   | |                        |                |
| 第01話 |          | 歡迎來到！巴巴多爾魔法學園 | 市川十億衛門 | 奧村吉昭               | 深瀨重            | 黑染、前村美幸、森悅史、吉田翔太                                                                                          | 堀光明                 | 2023年 1月13日 |
| 第02話 |          | 當老師好難                 | 市川十億衛門 | 奧村吉昭               | 海野祐樹          | 金正男、袴田裕二 澤口裕也、光之園動畫、Seven Seas                                                                         | 林信秀 西本真吾        | 1月20日        |
| 第03話 |          | 誠一對戰F班                | 佐藤慎司     | 奧村吉昭               | 矢島龍            | 前村美幸、江崎稔、岡田雅人 櫻井拓郎、林隆祥、早野正樹                                                                     | 林信秀                 | 1月27日        |
| 第04話 |          | 再會、神無月華蓮           | 望月清一郎   | 小林一三               | 大久保亮          | 服部憲知、sakura、李周鉉                                                                                                  | 林信秀 西本真吾        | 2月3日         |
| 第05話 |          | 使徒、來襲                 | 市川十億衛門 | 大原實                 | 佐佐木達也        | 前村美幸、櫻井拓郎、林隆祥 森悅史、韓承熙、Dogwood                                                                        | 林信秀 金正男          | 2月10日        |
| 第06話 |          | 決戰！巴巴多爾魔法學園     | 市川十億衛門 | 泉明宏 矢島龍          |                   | 金炅垠、林隆祥、森悦史 泉明宏、小林一三、STUDIO GIL                                                                       | 林信秀 西本真吾 金正男 | 2月17日        |
| 第07話 |          | 誠一、死亡                 | 佐藤慎司     | 小林一三               | 矢島龍            | Studio EverGreen、sakura、松村康功 小田真弓、宇津木勇、首藤武夫、金炅垠                                                   | 林信秀 西本真吾        | 2月24日        |
| 第08話 |          | 悄然而至的四天王           | 望月清一郎   | 大原實 矢島龍          | 矢島龍            | 金炅垠、林隆祥、泉明宏 小林一三、江崎稔、Dogwood STUDIO GIL                                                               | 林信秀 西本真吾 金正男 | 3月3日         |
| 第09話 |          | 鏡變的肯佩爾               | 市川十億衛門 | 小林一三               | 矢島龍 鷹取聖夜   | 泉明宏、UEC | 林信秀 西本真吾        | 3月10日        |
| 第10話 |          | 共鳴的維特魯               | 佐藤慎司     | 山中祥平 泉明宏 矢島龍 | 奧村吉昭          | 泉明宏、江崎稔、岡田雅人 金炅垠、黒染、小林一三 櫻井拓郎、袴田裕二、前村美幸 森悦史、吉田翔太、林隆祥 Dogwood、STUDIO GIL | 林信秀 西本真吾 金正男 | 3月17日        |
| 第11話 |          | 絕死的戴斯特拉             | 望月清一郎   | 大原實                 | 大久保亮 鷹取聖夜 | 櫻井拓郎、王敏、周健 玉里榮二、江崎稔、林隆祥 泉明宏、小林一三、金炅垠 lolroute、羽根田弓子、Dogwood                      | 林信秀 西本真吾 金正男 | 3月24日        |
| 第12話 |          | 真・進化之實               | 市川十億衛門 | 小林一三               | 矢島龍 鷹取聖夜   | 森悦史、前村美幸、江崎稔、金炅垠 岡田雅人、袴田裕二、 、泉明宏、Dogwood STUDIO GIL                                        | 林信秀 西本真吾 金正男 | 3月31日        |

### 播映平台
日本深夜動畫：下文記載的日本国内播放時間使用日本標準時間（UTC+9）表示。因為部分時間标识會採用30小时制，因此請留意这类超过24:00的时间，其實際播放時間為翌日清晨。
| 播放日期                | 播放時間（UTC+9）    | 播放電視台 | 播放地區   | 備註             |
| ----------------------- | -------------------- | ---------- | ---------- | ---------------- |
| 2021年10月4日－12月20日 | 星期一 26:00 - 26:30 | 東京電視台 | 關東廣域圈 |                  |
| 2021年10月6日－12月22日 | 星期三 24:30 - 25:00 | BS東視     | 日本全國   | 衞星廣播         |
| 2021年10月7日－12月23日 | 星期四 22:30 - 23:00 | AT-X       | 日本全國   | 衞星廣播，有重播 |

| 國家或地區 | 播映平台                                                                               | 播映日期                | 播映時間              | 備註         |
| --- | -------------------------------------------------------------------------------------- | ----------------------- | --------------------- | ------------ |
| 台灣 | 巴哈姆特動畫瘋、CATCHPLAY+、中華電信MOD、Hami Video friDay影音、KKTV、LINE TV、myVideo | 2021年10月4日－12月20日 | 星期一 25:00（UTC+8） | [ 8 ]        |
| 新加坡 | CATCHPLAY+、meWATCH                                                                    | 2021年10月4日－12月20日 | 星期一 25:00（UTC+8） | [ 8 ]        |
| 印尼 | CATCHPLAY+、Sushiroll                                                                  | 2021年10月4日－12月20日 | 星期一 25:00（UTC+8） | [ 8 ]        |
| 中國大陸 | bilibili                                                                               | 2021年10月4日－12月20日 | 星期一 25:00（UTC+8） | [ 9 ]        |
| 亞洲 | bilibili、愛奇藝                                                                       | 2021年10月4日－12月20日 | 星期一 25:00（UTC+8） | [ 8 ] [ 10 ] |
| 孟加拉國、不丹、文萊、柬埔寨、斐濟、香港、印度、印度尼西亞、哈薩克斯坦、吉爾吉斯斯坦、老撾、新喀裡多尼亞、北馬里亞納群島、澳門、馬來西亞、馬爾代夫、馬紹爾群島、毛里求斯、密克羅尼西亞、蒙古、緬甸、瑙魯、尼泊爾、巴基斯坦、帕勞、巴布亞新幾內亞、菲律賓、薩摩亞、新加坡、所羅門群島、斯里蘭卡、台灣、東帝汶、湯加、泰國、圖瓦盧、瓦努阿圖、越南 | Ani-One Asia YouTube頻道                                                               | 2021年10月5日－12月21日 | 星期二 16:00（UTC+8） | [ 8 ]        |

## 外部連結
- 成為小說家吧連載網站（日語）
- 漫畫官方網站（日語）
- 作者的X（前Twitter）（日語）
- 電視動畫官方網站（日語）
- 電視動畫的X（前Twitter）（日語）